# 야이타촌
야이타촌(谷井田村)은 이바라키현 쓰쿠바군에 일찍이 존재했던 촌이다. 현재의 쓰쿠바미라이시 남부에 해당한다.

## 역사
- 1889년 4월 1일 - 정촌제 시행에 수반해 쓰쿠바군 야이타촌이 성립하였다.
- 1954년 4월 1일 - 미시마 촌, 요토 촌, 오바리 촌과 합병해 이나촌이 성립하여, 동일 야이타촌은 폐지되었다.